# Willy Simons
Willy Simons (Borgerhout, 9 novembre 1917 – 4 dicembre 2009) è stato un pallanuotista belga, che ha disputato le olimpiadi 1948, gareggiando nel torneo di pallanuoto.